# Grumsmühlen
Grumsmühlen war ein ehemals ritterschaftliches Gut bei Langen im Emsland, das seit 1923 im Besitz der Herzöge von Croÿ ist.

## Geschichte
Der Name Grumsmühlen (alt: Grumsmeulen 1516) leitet sich von einer Ölmühle her, die auf dem Gelände stand. Nach Schriever könnte das Bestimmungswort grummen = Geräusch machen  bedeuten. Im 16. Jahrhundert wurde der damalige Bewirtschafter des Hofes, Albert Göding, noch als Grumsmöller bezeichnet. Auf dem Gelände wurde später noch eine zweite Mühle, die Puttken-Mühle, errichtet, die heute noch existiert. Der Name leitet sich möglicherweise von niederdtsch. puttken = schlürfend daherlaufen her.
Grumsmühlen hat eine sehr wechselvolle Geschichte mit vielen Höhen und Tiefen. Um 1300 war der Hof ein schatzfreies,  mit einem Mühlenregal berechtigtes halbes Erbe im Besitz des Grafen von Tecklenburg.
In der ersten Hälfte des 16. Jahrhunderts war das Fraterhaus zum Springhorn in Münster Eigentümer des Besitzes. Grumsmühlen wurde von den Fratres 1562 an den Lingener Rentmeister Adolf van Limborch (auch Limborg) verkauft, der das Gut mit Turm und Gräfte herrschaftlich ausbaute. Nach der Ermordung van Limborchs wurde Grumsmühlen 1572 an den Lingener Drosten Ernst Mulert verkauft. Dieser entstammte einem alten holländischen Adelsgeschlecht, das auf dem Gut Laar bei Ommen ansässig war. Grumsmühlen war in damaliger Zeit nicht sehr groß. Um 1550 hatte Grumsmühlen 4 Maltersaat Ackerland, 30 Fuder Heuwuchs, soviel (Eich-)Holz, dass 30 Schweine darin gemästet werden konnten und einen Garten von 4 Scheffel Leinsaat für die Ölmühle. Das entsprach einer Fläche von circa 50 Morgen kultivierter Ländereien.  Mulert vergrößerte das Erbe durch weitere Zukäufe, insbesondere durch Ankauf von Teilen des alten Gutes Thuine. Durch Übertragung der Thuiner adeligen Gerechtigkeiten wurde Grumsmühlen ein ritterschaftliches Gut. Aus dieser Zeit stammt die Verbindung des Hauses Mulert und des Gutes Grumsmühlen nach Thuine. So ist heute noch in der  Pfarrkirche St. Georg zu Thuine das Grabmal der Familie Mulert zu sehen. Mulert wurde ebenfalls überfallen und getötet. Das Grabmal der Familie Mulert befindet sich in der Thuiner Pfarrkirche St.Georg.
Es folgte eine wechselvolle Geschichte. Insbesondere in den Wirren des Dreißigjährigen Krieges und danach wurde das Gut völlig heruntergewirtschaftet und ging 1673 in Konkurs, aus dem schließlich Joachim von Böselager aus Eggermühlen den Besitz aufkaufte. Das Wohnhaus, welches wohl aus Boeselagerscher Zeit stammt, wurde 1842 renoviert.  1923 wurde Grumsmühlen vom Herzog von Croÿ aufgekauft und wird von Haus Merfeld aus bewirtschaftet. Heute besteht das Gut nur noch aus den Gebäuden und einigen umliegenden Flächen.